# Demonia
Pour le film de Joe D'Amato sorti en 1980, voir La Nuit fantastique des morts-vivants.
Pour plus de détails, voir Fiche technique et Distribution.
Demonia est un film italien réalisé par Lucio Fulci directement sorti en vidéo en 1990,.

## Synopsis
les spectres des 3 nonnes satanistes vont semer l'horreur dans la région.

## Fiche technique
Sauf indication contraire, les informations mentionnées dans cette section peuvent être confirmées par la base de données cinématographiques IMDb,  présente dans la section « Liens externes ».
- Titre original : Demonia
- Réalisateur : Lucio Fulci
- Assistant réalisateur : Camilla Fulci, Antonio Tentori
- Scénario : Lucio Fulci, Antonio Tentori, Piero Regnoli
- Photographie : Luigi Ciccarese (it)
- Montage : Otello Colangeli
- Musique : Giovanni Cristiani
- Décors : Massimo Bolongaro
- Effets spéciaux : Elio Terribili, Mario Ciccarella
- Société de production : Lanterna Editrice, A.M. Trading International
- Pays de production :  Italie
- Langue de tournage : italien
- Format : Couleur Telecolor - 1,66:1 - Son mono - 35 mm
- Durée : 85 minutes (1h25)
- Genre : d'horreur
- Dates de sortie :
  - Italie : Octobre 1990
- interdit aux moins de 12 ans

## Distribution
- Brett Halsey : Paul Evans
- Meg Register : Liza
- Lino Salemme : Turi De Simone
- Christina Englehardt : Susie
- Pascal Druant : Kevin
- Grady Thomas Clarkson : Sean
- Ettore Comi : John
- Carla Cassola : Lilla, la médium
- Michael Aronin : Andy
- Al Cliver : Porter
- Francesco Cusimano : Robbie
- Lucio Fulci : Inspecteur Carter